# Associazione Taekwondo dell'Iran
L'Associazione Iraniana del Taekwondo (persiano: انجمن صنفی کانون تکواندوکاران ایران) è la prima istituzione non governativa e civile nello sport iraniano. L'associazione ha ufficialmente avviato le sue attività nel 2001, ricevendo il permesso dal Ministero dell'Interno e dal Potere Giudiziario. Il fondatore e direttore dell'associazione è Seyed Ali Haghshenas. 

## Attività
Oltre a istituire le prime scuole di taekwondo in Iran, l'Associazione ha organizzato numerosi concorsi per diverse fasce d'età e ha formato molti allenatori e arbitri.

## Disaccordi Governativi
Le autorità sportive iraniane e la Federazione Iraniana di Taekwondo si oppongono alle attività di questa associazione. Questi disaccordi si sono manifestati in vari modi, tra cui direttive inviate a città e distretti.In particolare, l'Organizzazione Iraniana per l'Educazione Fisica ha espresso la sua opposizione fin dalla fondazione dell'associazione, cercando di ostacolarne la partecipazione a tornei internazionali e tentando di danneggiare l'immagine dell'istituzione e dei suoi dirigenti presso l'opinione pubblica.

## Conclusione
Nonostante le sfide, l'Associazione Iraniana del Taekwondo continua a promuovere il taekwondo nel paese, contribuendo alla formazione di atleti e alla diffusione della disciplina tra le nuove generazioni.